# Servizio di lusso
Servizio di lusso (Service de Luxe) è un film del 1938 diretto da Rowland V. Lee. Prodotto dalla Universal Pictures, aveva come interpreti Vincent Price, Constance Bennett, Charles Ruggles, Helen Broderick, Mischa Auer.

## Trama
La bella Helen Murphy ha una agenzia di servizi tuttofare dedicata esclusivamente a ricchi e facoltosi scapoli. La donna si innamorerà perdutamente di Robert Wade, un bizzarro e scorbutico inventore al quale, grazie alla sua attività, riesce a far avere grande successo per una sua invenzione. Tuttavia la bella Helen tiene nascosta la sua identità all'uomo, per non rivelargli il modo in cui l'ha aiutato, ma lo farà quando, alla comparsa di un rivale, si dichiarerà all'inventore e riuscirà a sposarlo.

## Distribuzione
Il film, distribuito negli Stati Uniti dalla Universal, fu presentato il 21 ottobre 1938 a New York e in Texas. Il 18 novembre fu proiettato a St. Louis (Missouri) alla presenza di Vincent Price. Nel 1939, il film uscì in Svezia come Firman fixar allt (20 febbraio), Messico come En manos de una mujer (23 febbraio), Danimarca come Frøken Service, kvinden der ordner alt (19 giugno), Francia (20 luglio), Ungheria come Luxuskiszolgálás (12 agosto), Finlandia come Toiminimi järjestää kaiken (29 ottobre). In Portogallo, con il titolo Como Ele se Enganou, uscì il 13 novembre 1940.